# Under the Sign of Hell
Under the Sign of Hell – trzeci studyjny album norweskiej grupy Gorgoroth. Wydawnictwo ukazało się 20 października 1997 roku nakładem wytwórni muzycznej Malicious Records. Nagrania zostały zarejestrowane w Grieghallen w Oslo w 1997 roku we współpracy z producentem muzycznym Pyttenem. Jest to również jedyny album, na którym Pest zaśpiewał we wszystkich utworach, gdyż na następnym albumie zatytułowanym Destroyer (1998) nie śpiewa w tytułowym utworze.
5 grudnia 2011 roku ukazała się ponownie zarejestrowana wersja albumu pt. Under the Sign of Hell 2011. Reedycja spotkała się z negatywnym przyjęciem ze strony publiczności.

## Lista utworów
Opracowano na podstawie materiału źródłowego.
| Nr | Tytuł utworu                                        | Długość |
| -- | --------------------------------------------------- | ------- |
| 1. | „Revelation of Doom”                                | 3:15    |
| 2. | „Krig (War)”                                        | 2:43    |
| 3. | „Funeral Procession”                                | 3:01    |
| 4. | „Profetens Åpenbaring (Revelations of the Prophet)” | 5:20    |
| 5. | „Postludium”                                        | 1:34    |
| 6. | „Ødeleggelse og Undergang (Destruction and Doom)”   | 4:28    |
| 7. | „Blood Stains the Circle”                           | 2:42    |
| 8. | „The Rite of Infernal Invocation”                   | 6:49    |
| 9. | „The Devil Is Calling”                              | 3:01    |
|    |                                                     | 32:53   |

| Under the Sign of Hell 2011 | Under the Sign of Hell 2011       | Under the Sign of Hell 2011 |
| Nr                          | Tytuł utworu                      | Długość                     |
| --------------------------- | --------------------------------- | --------------------------- |
| 1.                          | „Revelation of Doom”              | 03:00                       |
| 2.                          | „Krig”                            | 02:35                       |
| 3.                          | „Funeral Procession”              | 02:58                       |
| 4.                          | „Profetens Åpenbaring”            | 04:26                       |
| 5.                          | „Ødeleggelse og Undergang”        | 04:15                       |
| 6.                          | „Blood Stains the Circle”         | 02:41                       |
| 7.                          | „The Rite of Infernal Invocation” | 03:16                       |
| 8.                          | „The Devil Is Calling”            | 03:01                       |
|                             |                                   | 26:12                       |

## Twórcy
Opracowano na podstawie materiału źródłowego.
| Edycja oryginalna - Ares - gitara basowa (utwór 1) - Grim - perkusja - Infernus - gitara elektryczna, gitara basowa, produkcja - Pest - śpiew - Pytten - produkcja | Reedycja - Infernus - gitara elektryczna, gitara basowa, mastering, produkcja - Pest - śpiew - Tomas Asklund - perkusja, inżynieria dźwięku, miksowanie, mastering, produkcja - Björn Engelmann - mastering |